# F3 inglese 2010
La stagione 2010 della Formula 3 inglese è stata la 60ª del campionato britannico di Formula 3. È iniziata il 3 aprile sul Circuito di Oulton Park ed è terminata il 26 settembre su quello di Silverstone, dopo 10 weekend di corse, con 30 gare in tutto. Il titolo è stato vinto dal francese Jean-Éric Vergne.

## La pre-stagione

### Calendario
Il calendario venne presentato il 7 gennaio 2010. Consiste in dieci appuntamenti con tre gare ciascuno.
| Gara | Gara | Circuito                         | Data         | Supporto                         |
| ---- | ---- | -------------------------------- | ------------ | -------------------------------- |
| 1    | G1   | Circuito di Oulton Park          | 3 aprile     | British GT                       |
| 1    | G2   | Circuito di Oulton Park          | 5 aprile     | British GT                       |
| 1    | G3   | Circuito di Oulton Park          | 5 aprile     | British GT                       |
| 2    | R4   | Circuito di Silverstone (Arena)  | 1º maggio    | Campionato FIA GT1               |
| 2    | G5   | Circuito di Silverstone (Arena)  | 2 maggio     | Campionato FIA GT1               |
| 2    | G6   | Circuito di Silverstone (Arena)  | 2 maggio     | Campionato FIA GT1               |
| 3    | G7   | Circuito di Magny-Cours          | 22 maggio    | Superleague Formula              |
| 3    | G8   | Circuito di Magny-Cours          | 23 maggio    | Superleague Formula              |
| 3    | G9   | Circuito di Magny-Cours          | 23 maggio    | Superleague Formula              |
| 4    | G10  | Hockenheimring                   | 29 maggio    | ADAC GT Masters                  |
| 4    | G11  | Hockenheimring                   | 30 maggio    | ADAC GT Masters                  |
| 4    | G12  | Hockenheimring                   | 30 maggio    | ADAC GT Masters                  |
| 5    | G13  | Rockingham Motor Speedway        | 17 luglio    | British GT                       |
| 5    | G14  | Rockingham Motor Speedway        | 18 luglio    | British GT                       |
| 5    | G15  | Rockingham Motor Speedway        | 18 luglio    | British GT                       |
| 6    | G16  | Circuito di Spa-Francorchamps    | 30 luglio    | Campionato FIA GT1 24 Ore di Spa |
| 6    | G17  | Circuito di Spa-Francorchamps    | 30 luglio    | Campionato FIA GT1 24 Ore di Spa |
| 6    | G18  | Circuito di Spa-Francorchamps    | 31 luglio    | Campionato FIA GT1 24 Ore di Spa |
| 7    | G19  | Circuito di Thruxton             | 7 agosto     | British Truck Grand Prix         |
| 7    | G20  | Circuito di Thruxton             | 8 agosto     | British Truck Grand Prix         |
| 7    | G21  | Circuito di Thruxton             | 8 agosto     | British Truck Grand Prix         |
| 8    | G22  | Circuito di Silverstone (Bridge) | 14 agosto    | British GT                       |
| 8    | G23  | Circuito di Silverstone (Bridge) | 15 agosto    | British GT                       |
| 8    | G24  | Circuito di Silverstone (Bridge) | 15 agosto    | British GT                       |
| 9    | G25  | Circuito di Snetterton           | 29 agosto    | British GT                       |
| 9    | G26  | Circuito di Snetterton           | 30 agosto    | British GT                       |
| 9    | G27  | Circuito di Snetterton           | 30 agosto    | British GT                       |
| 10   | G28  | Circuito di Brands Hatch         | 25 settembre | British GT                       |
| 10   | G29  | Circuito di Brands Hatch         | 26 settembre | British GT                       |
| 10   | G30  | Circuito di Brands Hatch         | 26 settembre | British GT                       |

## Piloti e team
| Team                            | Telaio                  | No | Pilota               | Classe | Weekend di gara |
| ------------------------------- | ----------------------- | -- | -------------------- | ------ | --------------- |
| Carlin                          | Dallara-Volkswagen      | 1  | Adriano Buzaid       | C      | Tutti           |
| Carlin                          | Dallara-Volkswagen      | 2  | James Calado         | C      | Tutti           |
| Carlin                          | Dallara-Volkswagen      | 21 | Rupert Svendsen-Cook | C      | Tutti           |
| Carlin                          | Dallara-Volkswagen      | 22 | Jazeman Jaafar       | C      | Tutti           |
| Carlin                          | Dallara-Volkswagen      | 31 | Jean-Éric Vergne     | C      | Tutti           |
| Carlin                          | Dallara-Volkswagen      | 32 | Lucas Foresti        | C      | Tutti           |
| Hitech Racing                   | Dallara- Volkswagen     | 3  | William Buller       | C      | Tutti           |
| Hitech Racing                   | Dallara- Volkswagen     | 4  | Gabriel Dias         | C      | Tutti           |
| Hitech Racing                   | Dallara- Volkswagen     | 77 | Pietro Fantin        | I      | 5, 8, 10        |
| Fortec Motorsport               | Dallara-Mercedes HWA    | 5  | Daniel McKenzie      | C      | Tutti           |
| Fortec Motorsport               | Dallara-Mercedes HWA    | 6  | Oliver Webb          | C      | Tutti           |
| Fortec Motorsport               | Dallara-Mercedes HWA    | 9  | Max Snegirev         | C      | Tutti           |
| T-Sport                         | Dallara-Volkswagen      | 7  | Alex Brundle         | C      | Tutti           |
| T-Sport                         | Dallara- Mugen-Honda    | 43 | Menasheh Idafar      | N      | Tutti           |
| T-Sport                         | Dallara- Mugen-Honda    | 44 | James Cole           | N      | Tutti           |
| Räikkönen Robertson Racing      | Dallara- Mercedes HWA   | 8  | Daisuke Nakajima     | C      | Tutti           |
| Räikkönen Robertson Racing      | Dallara- Mercedes HWA   | 26 | Carlos Huertas       | C      | Tutti           |
| Räikkönen Robertson Racing      | Dallara- Mercedes HWA   | 27 | Felipe Nasr          | C      | Tutti           |
| Litespeed F3                    | Dallara-\| Mercedes HWA | 14 | Jay Bridger          | C      | Tutti           |
| Sino Vision Racing              | Dallara- Mercedes HWA   | 17 | Kevin Chen           | C      | 2               |
| Sino Vision Racing              | Dallara- Mercedes HWA   | 17 | Wayne Boyd           | C      | 4               |
| Sino Vision Racing              | Dallara- Mercedes HWA   | 18 | Adderly Fong         | C      | Tutti           |
| CF Racing with Manor Motorsport | Dallara-Mercedes HWA    | 25 | Hywel Lloyd          | C      | Tutti           |
| CF Racing with Manor Motorsport | Dallara-Mercedes HWA    | 28 | Rio Haryanto         | C      | 2–3             |
| CF Racing with Manor Motorsport | Dallara-Mercedes HWA    | 28 | Yann Cunha           | C      | 8               |
| Motul Team West-Tec             | Dallara-Mugen-Honda     | 46 | Luiz Razia           | N      | 2               |
| Motul Team West-Tec             | Dallara-Mugen-Honda     | 46 | Juan Carlos Sistos   | N      | 8–9             |
| Mücke Motorsport                | Dallara- Mercedes HWA   | 71 | Carlos Muñoz         | I      | 6, 8            |
| ART Grand Prix                  | Dallara- Mercedes HWA   | 90 | Esteban Gutiérrez    | I      | 2               |
| ART Grand Prix                  | Dallara- Mercedes HWA   | 90 | Nathanaël Berthon    | I      | 6               |
| ART Grand Prix                  | Dallara- Mercedes HWA   | 91 | Alexander Sims       | I      | 2, 6            |
| ART Grand Prix                  | Dallara- Mercedes HWA   | 92 | Jim Pla              | I      | 2, 6            |
| Prema Powerteam                 | Dallara-Mercedes HWA    | 93 | Daniel Juncadella    | I      | 6               |
| Prema Powerteam                 | Dallara-Mercedes HWA    | 94 | Nicolas Marroc       | I      | 6               |

| Icona | Classe     |
| ----- | ---------- |
| C     | Campionato |
| N     | Nazionale  |
| I     | Invito     |

## Premi al vincitore
I primi due della classifica ottengono la possibilità di testare una vettura della World Series by Renault.

## Formato del campionato
Ogni weekend di gara consiste in una prima gara di durata mezz'ora, seguita da una gara sprint da 20 minuti, a girlia semi invertita, infine una terza gara da 40 minuti.

## Modifiche al regolamento
Con l'introduzione di una terza gara il sistema di punteggio è stato modificato. La prima e la terza gara assegnano punti secondo lo schema del 2009: 20 al primo, 15 al secondo, 12 al terzo, 10 al quarto, 8 al quinto, 6 al sesto, 4 al settimo, 3 all'ottavo, 2 al nono e 1 al decimo classificato, più un punto bonus per l'autore del giro veloce. In gara due invece lo schema è 10-9-8-7-6-5-4-3-2-1, con due punti bonus all'autore del gpv.
Dalla gara di Rockingham viene introdotto un pit stop obbligatorio in gara 2, nel corso di una determinata finestra di tempo

## Risultati e classifiche

### Risultati
| Gara | Gara | Circuito             | Pole Position    | Fastest Lap      | Pilota               | Vettura            | Team                       |
| ---- | ---- | -------------------- | ---------------- | ---------------- | -------------------- | ------------------ | -------------------------- |
| 1    | G1   | Oulton Park          | Jean-Éric Vergne | Jean-Éric Vergne | Jean-Éric Vergne     | Dallara-Volkswagen | Carlin                     |
| 1    | G2   | Oulton Park          |                  | Jean-Éric Vergne | Rupert Svendsen-Cook | Dallara-Volkswagen | Carlin                     |
| 1    | G3   | Oulton Park          | Jean-Éric Vergne | Jean-Éric Vergne | Jean-Éric Vergne     | Dallara-Volkswagen | Carlin                     |
| 2    | G4   | Silverstone (Arena)  | James Calado     | James Calado     | James Calado         | Dallara-Volkswagen | Carlin                     |
| 2    | G5   | Silverstone (Arena)  |                  | Alexander Sims   | Alexander Sims       | Dallara-Mercedes   | ART Grand Prix             |
| 2    | G6   | Silverstone (Arena)  | James Calado     | Oliver Webb      | James Calado         | Dallara-Volkswagen | Carlin                     |
| 3    | G7   | Magny-Cours          | Jean-Éric Vergne | Oliver Webb      | Oliver Webb          | Dallara-Mercedes   | Fortec Motorsport          |
| 3    | G8   | Magny-Cours          |                  | Jean-Éric Vergne | Jean-Éric Vergne     | Dallara-Volkswagen | Carlin                     |
| 3    | G9   | Magny-Cours          | Jean-Éric Vergne | Oliver Webb      | Oliver Webb          | Dallara-Mercedes   | Fortec Motorsport          |
| 4    | G10  | Hockenheim           | Jean-Éric Vergne | Jean-Éric Vergne | Jean-Éric Vergne     | Dallara-Volkswagen | Carlin                     |
| 4    | G11  | Hockenheim           |                  | Gabriel Dias     | Gabriel Dias         | Dallara-Volkswagen | Hitech Racing              |
| 4    | G12  | Hockenheim           | Jean-Éric Vergne | Jean-Éric Vergne | Jean-Éric Vergne     | Dallara-Volkswagen | Carlin                     |
| 5    | G13  | Rockingham           | Oliver Webb      | Jean-Éric Vergne | Jean-Éric Vergne     | Dallara-Volkswagen | Carlin                     |
| 5    | G14  | Rockingham           |                  | Daniel McKenzie  | Daniel McKenzie      | Dallara-Mercedes   | Fortec Motorsport          |
| 5    | G15  | Rockingham           | Oliver Webb      | Felipe Nasr      | Felipe Nasr          | Dallara-Mercedes   | Räikkönen Robertson Racing |
| 6    | G16  | Spa-Francorchamps    | Jean-Éric Vergne | Jean-Éric Vergne | Jean-Éric Vergne     | Dallara-Volkswagen | Carlin                     |
| 6    | G17  | Spa-Francorchamps    |                  | Felipe Nasr      | Jean-Éric Vergne     | Dallara-Volkswagen | Carlin                     |
| 6    | G18  | Spa-Francorchamps    | Oliver Webb      | Jean-Éric Vergne | Jean-Éric Vergne     | Dallara-Volkswagen | Carlin                     |
| 7    | G19  | Thruxton             | Jean-Éric Vergne | James Calado     | James Calado         | Dallara-Volkswagen | Carlin                     |
| 7    | G20  | Thruxton             |                  | Jean-Éric Vergne | Jean-Éric Vergne     | Dallara-Volkswagen | Carlin                     |
| 7    | G21  | Thruxton             | Jean-Éric Vergne | Jean-Éric Vergne | Jean-Éric Vergne     | Dallara-Volkswagen | Carlin                     |
| 8    | G22  | Silverstone (Bridge) | Jean-Éric Vergne | Jean-Éric Vergne | James Calado         | Dallara-Volkswagen | Carlin                     |
| 8    | G23  | Silverstone (Bridge) |                  | Carlos Huertas   | Adriano Buzaid       | Dallara-Volkswagen | Carlin                     |
| 8    | G24  | Silverstone (Bridge) | Jean-Éric Vergne | Jean-Éric Vergne | Jean-Éric Vergne     | Dallara-Volkswagen | Carlin                     |
| 9    | G25  | Snetterton           | Adriano Buzaid   | William Buller   | Jean-Éric Vergne     | Dallara-Volkswagen | Carlin                     |
| 9    | G26  | Snetterton           |                  | James Calado     | Gabriel Dias         | Dallara-Volkswagen | Hitech Racing              |
| 9    | G27  | Snetterton           | Adriano Buzaid   | Adriano Buzaid   | Adriano Buzaid       | Dallara-Volkswagen | Carlin                     |
| 10   | G28  | Brands Hatch         | Oliver Webb      | Oliver Webb      | Oliver Webb          | Dallara-Mercedes   | Fortec Motorsport          |
| 10   | G29  | Brands Hatch         |                  | Felipe Nasr      | Daniel McKenzie      | Dallara-Mercedes   | Fortec Motorsport          |
| 10   | G30  | Brands Hatch         | Daniel McKenzie  | James Calado     | James Calado         | Dallara-Volkswagen | Carlin                     |

### Classifica piloti
I punti sono assegnati secondo lo schema seguente:
| Sistema di punteggio | Sistema di punteggio | Sistema di punteggio | Sistema di punteggio | Sistema di punteggio | Sistema di punteggio | Sistema di punteggio | Sistema di punteggio | Sistema di punteggio | Sistema di punteggio | Sistema di punteggio | Sistema di punteggio |
| Pos                  | 1°                   | 2°                   | 3°                   | 4°                   | 5°                   | 6°                   | 7°                   | 8°                   | 9°                   | 10°                  | GPV                  |
| -------------------- | -------------------- | -------------------- | -------------------- | -------------------- | -------------------- | -------------------- | -------------------- | -------------------- | -------------------- | -------------------- | -------------------- |
| Gara 1 e 3           | 20                   | 15                   | 12                   | 10                   | 8                    | 6                    | 4                    | 3                    | 2                    | 2                    | 1                    |
| Gara 2               | 10                   | 9                    | 8                    | 7                    | 6                    | 5                    | 4                    | 3                    | 2                    | 1                    | 2                    |

| Pos                                      | Pilota               | OUL        | OUL        | OUL        | SIL        | SIL        | SIL        | MAG        | MAG        | MAG        | HOC        | HOC        | HOC        | ROC        | ROC        | ROC        | SPA        | SPA        | SPA        | THR        | THR        | THR        | SIL        | SIL        | SIL        | SNE        | SNE        | SNE        | BRH        | BRH        | BRH        | Punti      |
| Campionato                               | Campionato           | Campionato | Campionato | Campionato | Campionato | Campionato | Campionato | Campionato | Campionato | Campionato | Campionato | Campionato | Campionato | Campionato | Campionato | Campionato | Campionato | Campionato | Campionato | Campionato | Campionato | Campionato | Campionato | Campionato | Campionato | Campionato | Campionato | Campionato | Campionato | Campionato | Campionato | Campionato |
| ---------------------------------------- | -------------------- | ---------- | ---------- | ---------- | ---------- | ---------- | ---------- | ---------- | ---------- | ---------- | ---------- | ---------- | ---------- | ---------- | ---------- | ---------- | ---------- | ---------- | ---------- | ---------- | ---------- | ---------- | ---------- | ---------- | ---------- | ---------- | ---------- | ---------- | ---------- | ---------- | ---------- | ---------- |
| 1                                        | Jean-Éric Vergne     | 1          | 5          | 1          | 4          | 5          | 6          | 4          | 1          | 2          | 1          | 5          | 1          | 1          | 9          | 2          | 1          | 1          | 1          | 2          | 1          | 1          | 2          | 3          | 1          | 1          | 8          | 2          | 8          | 4          | Rit        | 392        |
| 2                                        | James Calado         | Rit        | 11         | 6          | 1          | 9          | 1          | 6          | NP         | 4          | 4          | 6          | 6          | 4          | 6          | 3          | 2          | 4          | 2          | 1          | 2          | 3          | 1          | 5          | 4          | 8          | 7          | 3          | 2          | 5          | 1          | 293        |
| 3                                        | Oliver Webb          | 2          | 8          | 2          | 2          | 22         | 2          | 1          | 2          | 1          | 8          | 2          | 11         | 3          | 8          | 6          | 4          | 5          | 23         | 5          | 3          | 2          | 9          | 7          | 3          | 4          | 15         | Rit        | 1          | 7          | 10         | 250        |
| 4                                        | Adriano Buzaid       | 3          | 4          | 5          | 9          | 6          | 5          | 8          | 11         | 11         | 5          | 3          | 4          | 9          | 3          | 4          | 5          | Rit        | 9          | 4          | 6          | 4          | 4          | 1          | 2          | 2          | 2          | 1          | 3          | 3          | 9          | 238        |
| 5                                        | Felipe Nasr          | Rit        | 14         | Rit        | NP         | 10         | 3          | Rit        | 6          | 7          | Rit        | 13         | Rit        | 7          | 15         | 1          | 7          | 2          | 5          | 7          | Rit        | 6          | 5          | 4          | 12         | 3          | 5          | 5          | 10         | 9          | 7          | 136        |
| 6                                        | Gabriel Dias         | 7          | Rit        | 4          | 8          | 2          | 8          | 2          | 17         | 3          | 7          | 1          | 5          | 6          | 4          | Rit        | Rit        | 11         | 4          | 11         | 9          | Rit        | 11         | 14         | 7          | 6          | 1          | 8          | NC         | 14         | Rit        | 135        |
| 7                                        | Rupert Svendsen-Cook | 5          | 1          | 3          | 10         | Rit        | 11         | 18         | 10         | 6          | 12         | 9          | 8          | 11         | 13         | Rit        | 3          | 7          | 7          | 3          | 4          | 5          | 6          | 6          | 6          | Rit        | 14         | 10         | 4          | 6          | Rit        | 131        |
| 8                                        | William Buller       | 10         | 9          | 11         | 12         | 21         | 10         | 3          | 3          | 13         | 10         | 7          | 2          | 5          | 5          | 5          | Rit        | 15         | 15         | 9          | Rit        | 12         | Rit        | 13         | 9          | 7          | 3          | 9          | 6          | 17         | 2          | 111        |
| 9                                        | Daniel McKenzie      | 9          | 7          | 10         | 15         | 13         | 15         | 13         | 8          | 5          | 3          | 11         | 16         | 8          | 1          | 12         | 6          | 3          | 10         | 8          | 5          | 9          | 8          | 10         | 10         | 9          | 6          | 12         | 7          | 1          | 6          | 109        |
| 10                                       | Carlos Huertas       | 4          | 3          | 12         | 5          | 8          | Rit        | 5          | NP         | 16         | 11         | 10         | 14         | 2          | 7          | Rit        | Rit        | Rit        | 22         | 10         | 8          | 13         | 7          | 2          | 17         | 11         | 19         | 7          | 5          | 2          | 8          | 104        |
| 11                                       | Daisuke Nakajima     | 6          | 2          | 7          | 3          | 3          | 21         | 9          | 4          | Rit        | 16         | Rit        | 7          | 10         | 2          | Rit        | 20         | 9          | Rit        | Rit        | Rit        | 14         | 10         | 19         | 11         | 5          | 4          | 4          | 9          | 8          | Rit        | 97         |
| 12                                       | Jazeman Jaafar       | 8          | 6          | 13         | 7          | 7          | 7          | 7          | SQ         | 10         | 2          | 8          | 3          | Rit        | 11         | 14         | 15         | Rit        | 8          | 13         | 7          | Rit        | 12         | 8          | 13         | 10         | 9          | 6          | 16         | 12         | 11         | 85         |
| 13                                       | Lucas Foresti        | 17         | 15         | 15         | 14         | 14         | 12         | Rit        | 7          | 9          | 13         | 12         | 9          | 12         | 10         | 11         | 8          | Rit        | Rit        | 6          | 17         | 7          | 3          | 12         | 5          | 14         | 12         | 13         | 15         | 13         | Rit        | 45         |
| 14                                       | Jay Bridger          | 18         | 12         | 8          | 18         | 15         | Rit        | 10         | 9          | Rit        | 6          | 4          | 12         | Rit        | 17         | 10         | 16         | 16         | 13         | 12         | 10         | 8          | 18         | 20         | 16         | 17         | 13         | 16         | 12         | 11         | 5          | 37         |
| 15                                       | Hywel Lloyd          | 14         | 18         | NP         | 22         | 20         | 14         | 14         | 5          | 8          | 20         | 18         | 15         | Rit        | 14         | 9          | 9          | 8          | 12         | Rit        | 12         | Rit        | 14         | 9          | 15         | Rit        | 17         | 11         | 18         | 16         | Rit        | 23         |
| 16                                       | Adderly Fong         | 16         | 17         | 16         | 23         | Rit        | 19         | 16         | 16         | Rit        | 14         | Rit        | Rit        | 18         | 20         | 13         | 23         | 18         | Rit        | 15         | 15         | Rit        | Rit        | 24         | 18         | 12         | 16         | 20         | Rit        | Rit        | 4          | 12         |
| 17                                       | Alex Brundle         | 15         | 10         | 9          | 13         | 11         | 20         | Rit        | 12         | Rit        | 15         | 14         | 10         | 16         | 12         | 15         | 18         | 17         | 21         | Rit        | 11         | 10         | 16         | 18         | 8          | 13         | 11         | 19         | 13         | 10         | Rit        | 11         |
| 18                                       | Max Snegirev         | 13         | 16         | 14         | 19         | Rit        | 16         | 15         | 15         | 14         | 19         | Rit        | 18         | 15         | 18         | Rit        | 22         | 19         | 18         | Rit        | 16         | Ret        | 13         | 15         | Ret        | 16         | 10         | 15         | 19         | 20         | Rit        | 1          |
| 19                                       | Wayne Boyd           |            |            |            |            |            |            |            |            |            | 17         | 17         | 13         |            |            |            |            |            |            |            |            |            |            |            |            |            |            |            |            |            |            | 0          |
| 20                                       | Rio Haryanto         |            |            |            | 21         | 19         | Rit        | 17         | 14         | Rit        |            |            |            |            |            |            |            |            |            |            |            |            |            |            |            |            |            |            |            |            |            | 0          |
| 21                                       | Yann Cunha           |            |            |            |            |            |            |            |            |            |            |            |            |            |            |            |            |            |            |            |            |            | 20         | 22         | 22         |            |            |            |            |            |            | 0          |
| 22                                       | Kevin Chen           |            |            |            | 24         | NP         | NP         |            |            |            |            |            |            |            |            |            |            |            |            |            |            |            |            |            |            |            |            |            |            |            |            | 0          |
| Piloti ospiti non eleggibili per i punti |                      |            |            |            |            |            |            |            |            |            |            |            |            |            |            |            |            |            |            |            |            |            |            |            |            |            |            |            |            |            |            |            |
|                                          | Alexander Sims       |            |            |            | 11         | 1          | 4          |            |            |            |            |            |            |            |            |            | 13         | 10         | 3          |            |            |            |            |            |            |            |            |            |            |            |            | 0          |
|                                          | Esteban Gutiérrez    |            |            |            | 6          | 4          | 9          |            |            |            |            |            |            |            |            |            |            |            |            |            |            |            |            |            |            |            |            |            |            |            |            | 0          |
|                                          | Daniel Juncadella    |            |            |            |            |            |            |            |            |            |            |            |            |            |            |            | 10         | Rit        | 6          |            |            |            |            |            |            |            |            |            |            |            |            | 0          |
|                                          | Carlos Muñoz         |            |            |            |            |            |            |            |            |            |            |            |            |            |            |            | 11         | 6          | 17         |            |            |            | 15         | 11         | 17         |            |            |            |            |            |            | 0          |
|                                          | Jim Pla              |            |            |            | 16         | 12         | 13         |            |            |            |            |            |            |            |            |            | 17         | Rit        | 11         |            |            |            |            |            |            |            |            |            |            |            |            | 0          |
|                                          | Nathanaël Berthon    |            |            |            |            |            |            |            |            |            |            |            |            |            |            |            | 19         | 13         | 16         |            |            |            |            |            |            |            |            |            |            |            |            | 0          |
|                                          | Nicolas Marroc       |            |            |            |            |            |            |            |            |            |            |            |            |            |            |            | 14         | Rit        | 14         |            |            |            |            |            |            |            |            |            |            |            |            | 0          |
|                                          | Pietro Fantin        |            |            |            |            |            |            |            |            |            |            |            |            | 17         | 16         | Rit        |            |            |            |            |            |            | Rit        | 21         | 23         |            |            |            | 14         | 18         | Rit        | 0          |
| Classe nazionale                         |                      |            |            |            |            |            |            |            |            |            |            |            |            |            |            |            |            |            |            |            |            |            |            |            |            |            |            |            |            |            |            |            |
| 1                                        | Menasheh Idafar      | 11         | 13         | Rit        | NP         | 16         | 18         | 11         | 18         | 15         | 18         | 16         | 17         | 13         | 18         | 8          | 12         | 12         | 20         | Rit        | 13         | 11         | 21         | 17         | 14         | 15         | 18         | 14         | 11         | 15         | 3          | 435        |
| 2                                        | James Cole           | 12         | Rit        | 17         | 17         | 17         | 17         | 12         | 13         | 12         | 9          | 15         | Rit        | 14         | 20         | 7          | 21         | 14         | 19         | 14         | 14         | 15         | 19         | 16         | 20         | 18         | 20         | 17         | 17         | 19         | 12         | 418        |
| 3                                        | Juan Carlos Sistos   |            |            |            |            |            |            |            |            |            |            |            |            |            |            |            |            |            |            |            |            |            | 17         | 23         | 21         | 19         | 21         | 18         |            |            |            | 72         |
| 4                                        | Luiz Razia           |            |            |            | 20         | 18         | Rit        |            |            |            |            |            |            |            |            |            |            |            |            |            |            |            |            |            |            |            |            |            |            |            |            | 23         |
| Pos                                      | Pilota               | OUL        | OUL        | OUL        | SIL        | SIL        | SIL        | MAG        | MAG        | MAG        | HOC        | HOC        | HOC        | ROC        | ROC        | ROC        | SPA        | SPA        | SPA        | THR        | THR        | THR        | SIL        | SIL        | SIL        | SNE        | SNE        | SNE        | BRH        | BRH        | BRH        | Punti      |

| Colore  | Risultato             |
| ------- | --------------------- |
| Oro     | Vincitore             |
| Argento | 2º posto              |
| Bronzo  | 3º posto              |
| Verde   | Finito a punti        |
| Blu     | Finito senza punti    |
| Viola   | Ritirato (Rit)        |
| Viola   | Non classificato (NC) |
| Rosso   | Non qualificato (NQ)  |
| Nero    | Squalificato (SQ)     |
| Bianco  | Non partito (NP)      |
| Bianco  | Non ha gareggiato     |
| Bianco  | Infortunato (INF)     |
| Bianco  | Escluso (ES)          |
| Bianco  | Gara cancellata (C)   |